# Prana Studios
Ne doit pas être confondu avec Prana Film.
Prana Studios, Inc est une société américaine d'informatique qui produit des films d'animation et des effets visuels.

## Historique
La société Prana Studios a été fondée en 2003 aux États-Unis, à Los Angeles par Arish Fyzee, Kristin Dornig et Pankaj Gunsagar, et possède une filiale en Inde, à Bombay.
En mai 2006, The Weinstein Company annonce un partenariat avec Prana Studios pour la coproduction des "Fables instables" (Unstable fables).
En mars 2013, Prana Studios rachète le studio d'animation de Los Angeles Rhythm & Hues (L'Odyssée de Pi) alors en difficulté financière,.
En 2016, Prana Studios se tourne vers la solution IBM Cloud pour externaliser les opérations intensives de rendering vidéo et d'animation, ne trouvant pas les ressources de son propre data center suffisantes.
En juillet 2017, le président du studio Anish Mulani annonce son intention de réinventer l'expérience des salles de cinéma avec des écrans panoramiques immersifs de 40 mètres de large, des créatures animatroniques, des effets sensoriels (vent, variations de température), une dose de réalité virtuelle, et des acteurs sur scène. La société travaille alors sur un concept de salle de cinéma en dome avec une installation pour un spectacle à 180 degrés et des sièges inclinables pour suivre le spectacle qui se déplace,. En décembre 2018, Prana Studios participe au lancement du flying theater de Changsha en Chine.

## Crédits
- Saison 5 de Game of Thrones : réalisation de 3 dragons, des décors, et des foules[9].